# Театр имени Юлиуша Словацкого
 Памятник культуры Малопольского воеводства: регистрационный номер А-36 от 13 марта 1961 года.
«Театр им. Юлиуша Словацкого» (пол. Teatr im. Juliusza Słowackiego) — драматический театр в Кракове.
Драматический театр имени Юлиуша Словацкого начал деятельность под названием «Городской театр» первой премьерой 21 октября 1893 года. Лишь в 1909 году театр получил настоящее название.
Здание театра спроектировал польский архитектор Ян Завейский. 13 марта 1961 года здание театра было внесено в реестр охраняемых памятников культуры Малопольского воеводства (№ А-36). 
Во дворе театра находится Сцена «Миниатюра», которая в прошлом была электростанцией Городского театра, а в настоящее время используется как малая сцена.

## Известные актёры театра
| - Адамек, Божена - Адамский, Ян - Анквич, Кристина - Базак, Аркадиуш - Беднаржевская, Констанция - Бонк, Хенрик - Бялощиньский, Тадеуш - Весёловский, Тадеуш - Войт, Мечислав - Высоцкая, Станислава - Домбровский, Бронислав - Жентара, Эдвард - Застшежинский, Вацлав - Зачик, Станислав - Зелиньский, Анджей - Зельверович, Александр - Игар, Станислав - Клейдыш, Мария |  | - Красновецкий, Владислав - Лесняк, Михал - Любенская, Каролина - Людвижанка, Барбара - Майдрович, Мария - Мельчарек, Гжегож - Роман Невярович - Новак, Ежи - Остерва, Юлиуш - Пешек, Ян - Саван, Збигнев - Сольский, Людвик - Сятковский, Дариуш - Хердеген, Лешек - Хук, Тадеуш - Ярошевская, Зофия |